# 东满洲铁道
東滿洲鐵道（日语：〔〕／ Higashimanshū Tetsudō）是曾设立在滿洲國間島省的一个的铁路公司，已于1945年9月解散。

## 概況
东满洲铁道的前身为1932年设立的珲春铁路，負責管理滿洲國間島省琿春縣（今中华人民共和国延边朝鲜族自治州珲春市）及朝鲜半岛咸鏡北道（今朝鲜民主主义人民共和国咸镜北道）的部分鐵路。

## 歷史
- 1932年8月，成立，名稱為珲春铁路。
- 1938年6月15日，被位于东京的东满洲产业买收，改名稱為東滿洲鐵道。
- 1939年11月，轨距由762mm改为标准轨。
- 1945年9月，公司解散。

## 管理路线
本線
訓戎站 - 用湾子站 - 水湾站 - 英安站 - 西炮台站 - 琿春站 - 駱駝河子站 - 馬圈子站 - 大平站 - 磐石站
磐石支線
駱駝河子站 - 哈達門站 - 乾溝子站 - 老龍口站
廟嶺支線
馬圏子站 - 東廟嶺站